# 안경 이중주
비올라와 첼로를 위한 이중주 "두 개의 오블리가토 안경과 함께"(독일어: Duet "mit zwei obligaten Augengläsern") 내림마장조, WoO 32는 루트비히 판 베토벤에 의해 쓰인 작품으로, "안경 이중주"라는 별칭으로도 알려져 있다.

## 개요
1796–7년 경에 쓰인 이 작품은, 베토벤의 초기 작품에 속한다. 이 작품에 재미있는 제목을 부여한 이유는 분명하지 않다. 베토벤의 전기 작가들은 베토벤과 그의 평생의 친구이자 후원자였던, 빈의 헝가리 궁정 직원이자 아마추어 첼리스트, 그리고 작곡가인 니콜라우스 츠메스칼 폰 도마노베츠 남작이 이 이중주를 함께 연주했을 것이라고 추정한다(베토벤과 츠메스칼과의 관계는 베토벤이 1792년 빈에 도착할 때부터 지속되었다). 아마도 베토벤은 비올라를 연주하고, 츠메스칼은 첼로를 연주했을 것이다.
1806년에 베토벤과 리히놉스키 공작의 관계가 끊어졌을 때 부터, 베토벤의 실내악 작품의 대부분은 츠메스칼의 집에서 연주되었다. 그들 사이의 관계가 얼마나 친밀한 지를 보여주는 많은 편지들이 있으며, 그러한 편지들의 내용은 베토벤이 다른 친구 또는 후원자에게 쓴 편지 내용과 매우 다르다. 베토벤은 자신보다 열 한 살 위인 그를 "음악의 백작", "가장 사랑받는 음악 백작", "가장 뛰어난 음악 백작", 그리고 "남작이고 여전히 미혼남"이라고 부르며 여러모로 그를 볶았다. 베토벤은 "...나는 당신의 눈의 약점에 대해 책임이 있습니다..."라는 문구가 포함된 편지를 도마노베츠 남작에게 썼다고 하는데, 이것을 통해 츠메스칼이 그처럼 시력이 나빴던 베토벤에게 안경을 빌려 주었을 것으로 추정할 수 있으며, 이것은 또한 이 작품의 재미있는 제목의 근원을 설명하는 것이라고 볼 수 있다. 작품은 장난기 있는 느낌을 자아내며, 필수적인(오블리가토) 안경잡이 두 명에 의한 두 악기 사이의 재미있는 대화가 즉흥적인 작곡의 것으로 생각되게 한다. 그러나 청취자들은 충분히 즐겁다.
이 작품의 초판은 1912년에 간행되었다. 공식적인 헌정자는 없지만, 츠메스칼를 위해 쓴 것이다. 베토벤은 1816년 출판된 《현악 사중주 11번》에서 츠메스칼에게 공식적으로 헌정했었다.

## 악장 구성
두 개의 악장으로 구성되어 있다. 전체 연주 시간은 7분 정도가 소요된다.
안경 이중주를 연주하려는 경우 흥미로울 수 있다. 몇 가지 판이 있는데, 가장 큰 차이점은 첼로 부분에 있다. 예를 들어, 브라이트코프 운트 헤르텔 판에는 매우 높은 음역대에 고음 음자리표가 여러 개가 있는 반면, IMC 판에는 한 옥타브 낮게 쓰여진 동일한 악절이 있다. 브라이트코프 운트 헤르텔 판은 더 최근 판이며 서문에서 이전 판(다른 출판사 판)에 오류가 있었다고 말하고 있다.
1. 알레그로 (내림마장조)
2. 미뉴에트 (내림마장조) - 트리오 (내림나장조)

## 참고
- “Duo for viola & cello in E flat… - Details” (영어). 2021년 1월 1일에 확인함.
- “Eyeglasses duo for viola and cello, by Beethoven” (영어). 2021년 1월 1일에 확인함.